# Ytvikt
Ytvikt är ett mått för papper, som anger vikten för ett ark med ytan 1 kvadratmeter (1 m²). Vikten anges normalt i gram. Ibland hörs det synonyma uttrycket "gramvikt", vilket dock är en ologisk benämning och bör undvikas. (På engelska används benämningen grammage för ytvikt och ibland också basis weight, men den senare benämningen brukar definieras på ett delvis annat sätt. I USA anges ofta ytvikten på annan ytbasis än 1 m², vilket bidrar till att skapa missförstånd.) 
1 m² motsvarar också formatstandarden A0, med måttet 841 x 1189 millimeter (mm).
Ytvikten är i viss mån ett mått på papperets tjocklek, men tjockleken beror också på tillverkningsförfarandet i pappersbruket.
Ytvikter som erhålls från pappersmaskiner kan variera från 12–14 g/m² till uppemot 350 g/m². Som exempel är 80 g/m² en vanlig ytvikt för kopieringspapper. Kartongkvaliteter ligger vanligen inom ytviktsområdet 120–400 g/m² (men högre ytvikter kan åstadkommas genom laminering.) Tidningspapper ligger normalt i ytviktsområdet mellan 44 och 48 g/m². Mjukpappersprodukter kan ha så låga ytvikter som 12 g/m², men sammanläggs ofta med flera arkskikt vid konverteringssteget för den slutliga konsumentprodukten.
Som tumregel brukar anges att en viss pappersmaskin klarar att tillverka ett ytviktsområde av ungefär upp till 300% av den lägsta ytvikten, till exempel från 50 till 150 g/m². Detta är inte helt generellt giltigt utan beror på pappersmaskinens flexibilitet.